# Дурунда Наталія Іванівна
Наталія Іванівна Дурунда (* 21 листопада 1975, Баранинці Ужгородського району Закарпатської області) — українська письменниця, авторка повістей і романів, членкиня Національної спілки письменників України.

## Життєпис
Народилася в селянській сім'ї. Корені батьків — із Великоберезнянщини. Найстарша з трьох дітей. У 2010 році закінчила Київський національний торговельно-економічний університет. За спеціальністю фінансистка.
З 1996 по 1999 працювала в Ужгородському міському військовому комісаріаті на посаді інспекторки з призову.
З 1999 по 2007 — в Закарпатському обласному військовому комісаріаті на посадах державної служби.
З 2007 — в Головному управлінні Пенсійного фонду України в Закарпатській області.
З 2019 року — членкиня Національної спілки письменників України.
Бере участь у благодійних акціях.
Одружена з Андрієм Дурундою, має сина Андрія і дочку Ренату.

## Літературна творчість
Серед творів Наталії Дурунди художні твори про сталінські репресії, події Другої світової війни, війни на сході України та радянсько-афганської кампанії 1979-1989 рр.
Авторка повістей:
- «Я дарую тобі смерть…», «Доле орана-переорана…», «Це щастя, що ти в мене є» (Ужгород, TIMPANI, 2012 Збірка «Доле орана-переорана…֨»). Збірка нагороджена Закарпатською обласною премією «Дебют» (2012);[5]
- «Коли відчинені ворота раю…», «Благословенна ненависть» (Київ, «Наш формат», 2017, Збірка «Коли відчинені ворота раю»);
- «Солодкий смак сльози або Тепер я знаю, що живу» (електронне видання, Київ, видавництво Стрельбицького, 2018).

Авторка романів:
- «Спокутий гріх» (Київ, видавництво Стрельбицького, 2018),
- «До ніг твоїх я небо простелю» (Київ, видавництво Стрельбицького , 2018 та Ужгород, TIMPANI, 2018),[6]
- «Зрада» (Харків, Клуб Сімейного Дозвілля,2020).[7][8]

"КРИЖАНЕ ПОЛУМ'Я"
"ЯК ЗГАСНУТЬ ЗОРІ"
"ПАСТКА НА ЛЮДОЛОВА"
Публікувалася у збірнику «Літературне Закарпаття» (2017).

## Відзнаки
- Лауреатка обласної премії «Дебют» (збірка «Доле орана-преорана…»)[10]
- Спеціальна відзнака «Коронації слова 2019» від Ніки Нікалео та Львівського жіночого клубу за найкращий твір про кохання «Зрада». Фіналістка конкурсу "Коронація слова" 2021 за роман "За брамою пекла", спеціальна відзнака КНУ ім. Т.Г. Шевченка "За найкращий історико-патріотичний твір"